# Pont en arc articulé

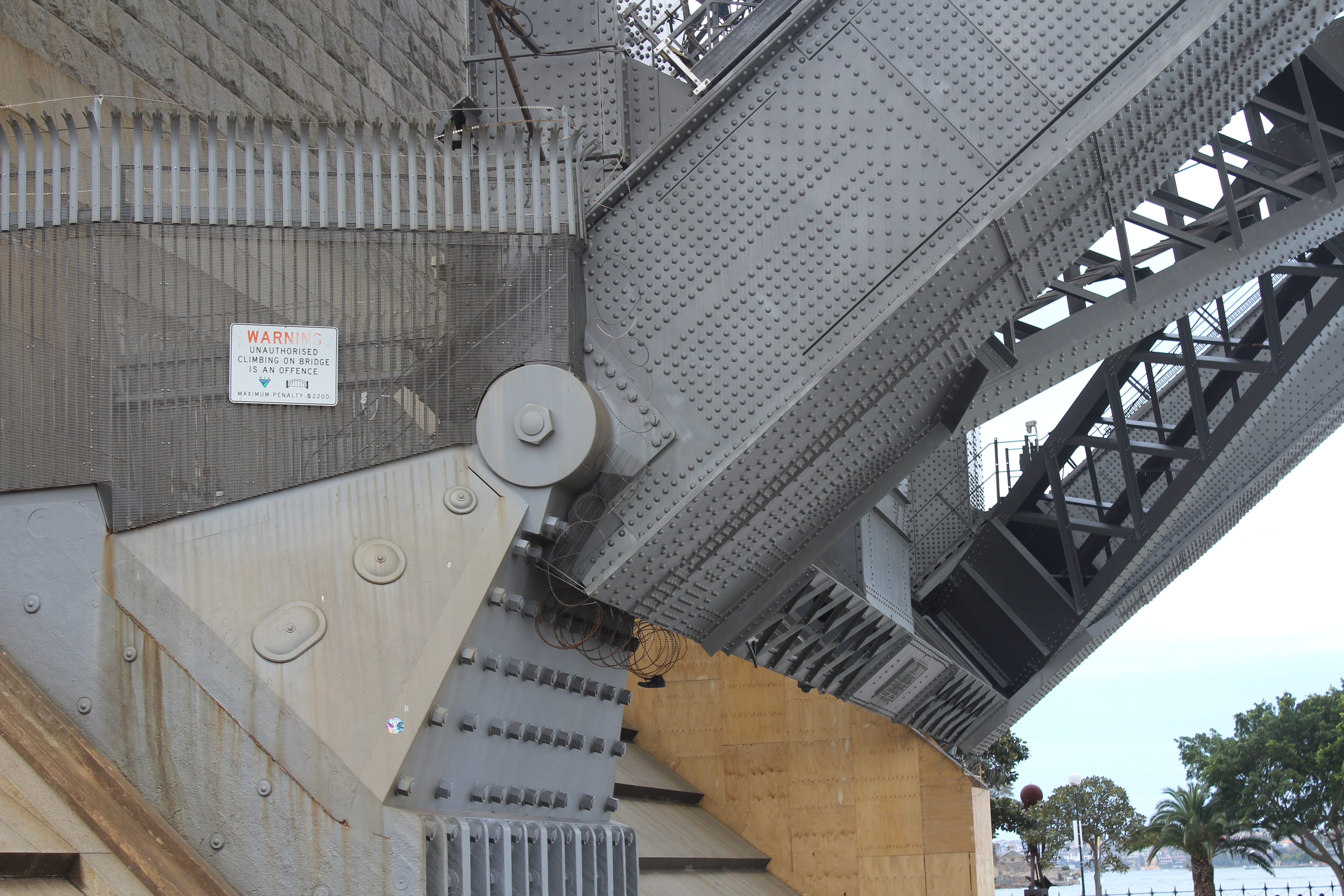
Appui à l'un des points de retombée de l'arc du Sydney Harbour Bridge, un pont à deux articulations pont construit en 1925.

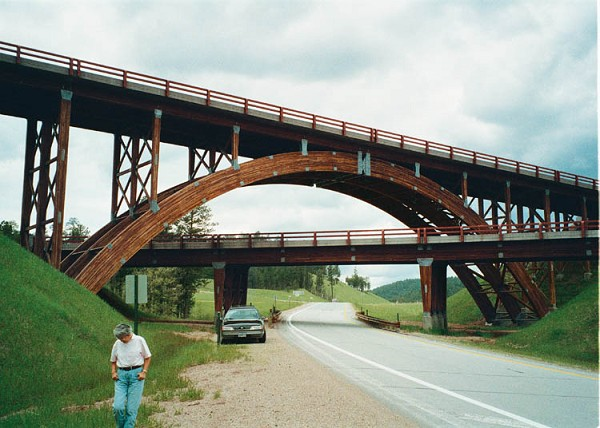
Pont en arc en bois lamellé-collé avec articulation centrale visible

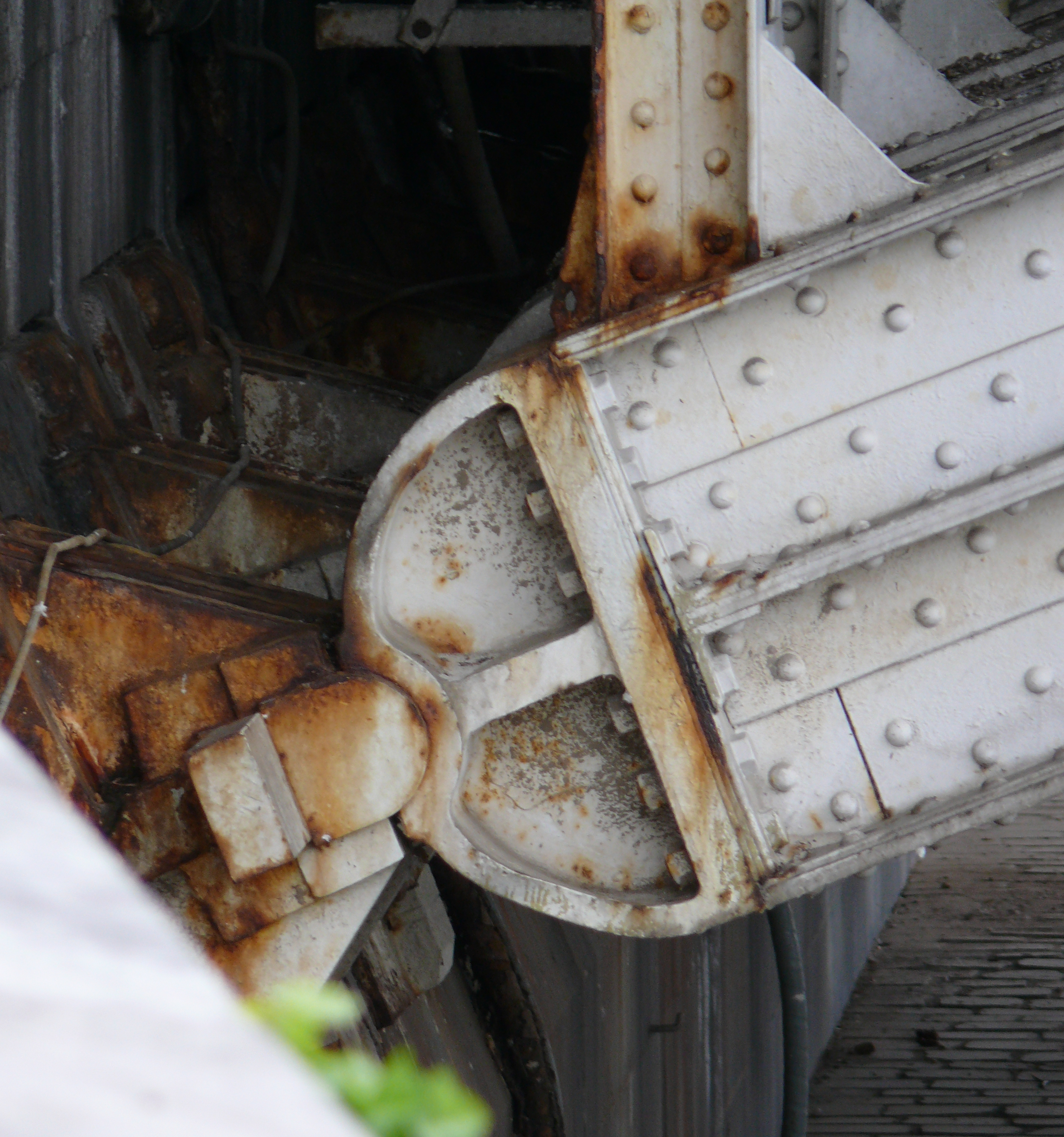
Appui à l'un des points de retombée sur un pont en arc à trois articulations à Namur, Belgique

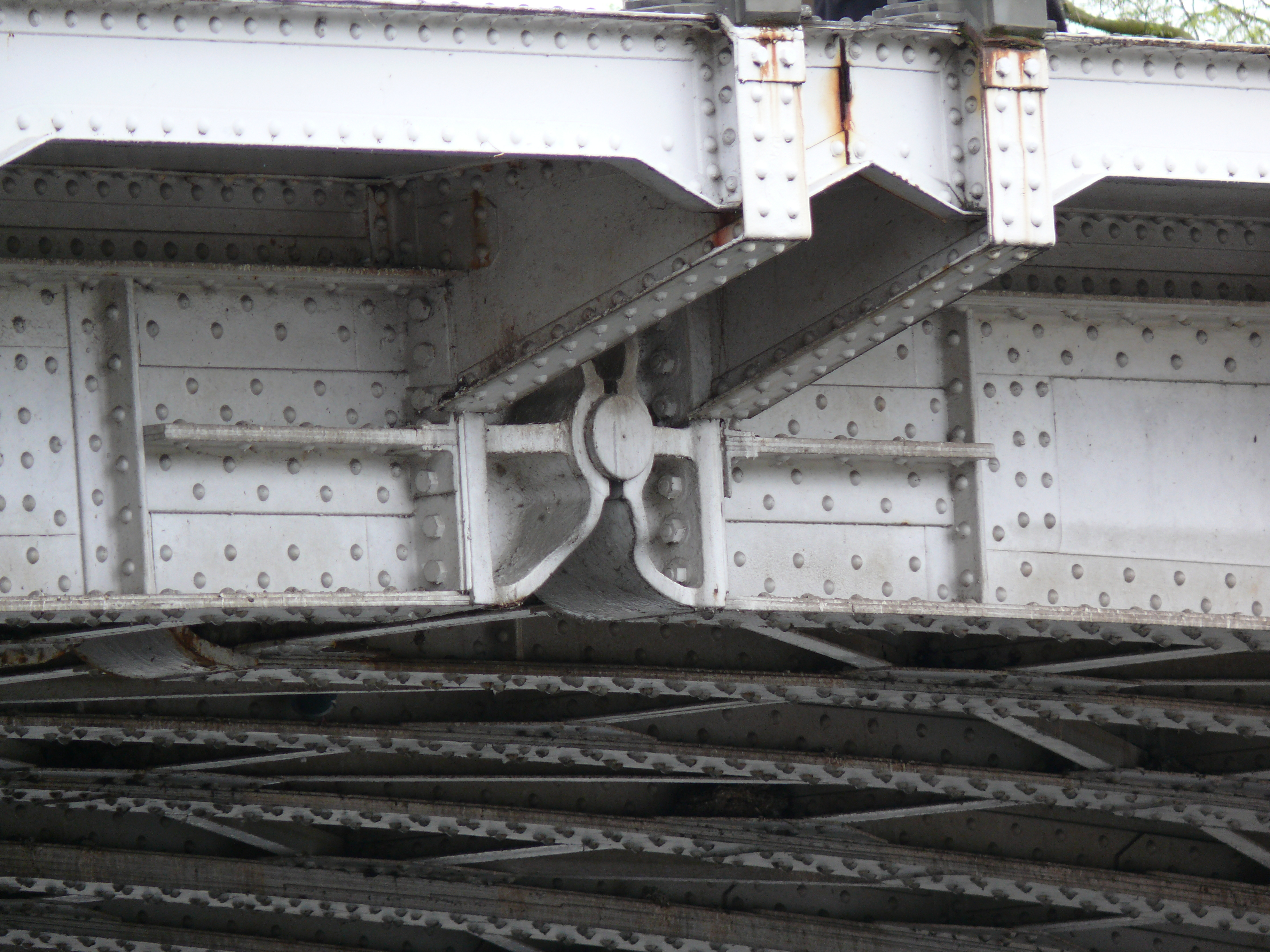
Articulation de sommet sur un pont en arc à trois articulations à Namur, Belgique

Un pont en arc articulé est un pont en arc dont les articulations pour permettre le mouvement sont incorporées dans sa structure . En ingénierie des structures, une articulation est essentiellement une « coupure dans la structure » capable de résister aux forces de compression. Dans un arc en acier, l'articulation permet une rotation libre, ressemblant un peu à une charnière commune. Les variétés de ponts en arc articulé les plus courants sont les ponts à deux articulations avec des articulations aux points de retombée de l'arc et les ponts à trois articulations avec une articulation supplémentaire au sommet de l'arc ; bien que des versions à articulation unique existent avec une articulation uniquement au sommet de l'arc. Les articulations au point d'élasticité empêchent que les moments de flexion (voir aussi bending moment) ne soient transférés aux culées du pont. Un pont à triple articulation est statiquement déterminé, contrairement aux autres versions.

## Description
Un pont en arc fixe, c'est-à-dire sans articulations, exerce un moment de flexion au niveau des culées et les contraintes provoquées par le changement de température ou le retrait du béton doivent être reprises par l'arc. Un arc à deux articulations a une articulation à la base de chaque arc (au point de retombée de l'arc), tandis qu'un arc à trois articulations a une troisième articulation au sommet de l'arc. L'avantage des arcs fixes réside dans leurs coûts de construction et d'entretien inférieurs.
Dans un pont en arc à deux articulations, aucun moment de flexion n'est transféré aux culées, en raison de la présence de l'articulation. Un changement dans la position relative des culées peut entraîner une modification de la charge de poussée exercée par l'arc sur les culées. L'ajout d'une troisième articulation au niveau du sommet de l'arc, qui permet la rotation des arceaux, signifie que les forces de poussée et de cisaillement exercées sur les culées ne sont pas affectées par de petits mouvements dans l'une ou l'autre des culées. Les ponts en arc à trois articulations sont donc utilisés lorsqu'il existe une possibilité de tassement inégal des culées. Des ponts en arc à articulation unique, avec une articulation uniquement au niveau du sommet, ont également été construits, bien qu'en nombre relativement faible par rapport aux autres types.
Un pont à trois articulations est isostatique, c'est-à-dire qu'il est statiquement déterminé ; un pont à deux articulations est statiquement indéterminé dans un degré de liberté, tandis qu'un pont en arc fixe est indéterminé dans trois degrés de liberté,. Les arcs à trois articulations statiquement déterminés étaient populaires jusqu'à la Seconde Guerre mondiale. Après la guerre, les progrès des méthodes de calcul ont permis une large utilisation de schémas statiquement indéterminés. À la fin du XXe siècle, les arcs à trois articulations ont fait un retour associé à l'utilisation du bois d'ingénierie (« bois lamellé-collé ») dans la construction de ponts: la construction en bois lamellé-collé doit être préfabriquée, l'utilisation d'une conception à trois articulations divise naturellement l'arc en deux moitiés plus faciles à transporter.
Alors que dans les arcs en acier, les articulations permettent généralement une rotation libre des pièces connectées, dans les ponts en béton armé, la mise en œuvre typique d'une articulation implique un amincissement de la structure en béton tout en ajoutant localement davantage d'armatures.

## Histoire

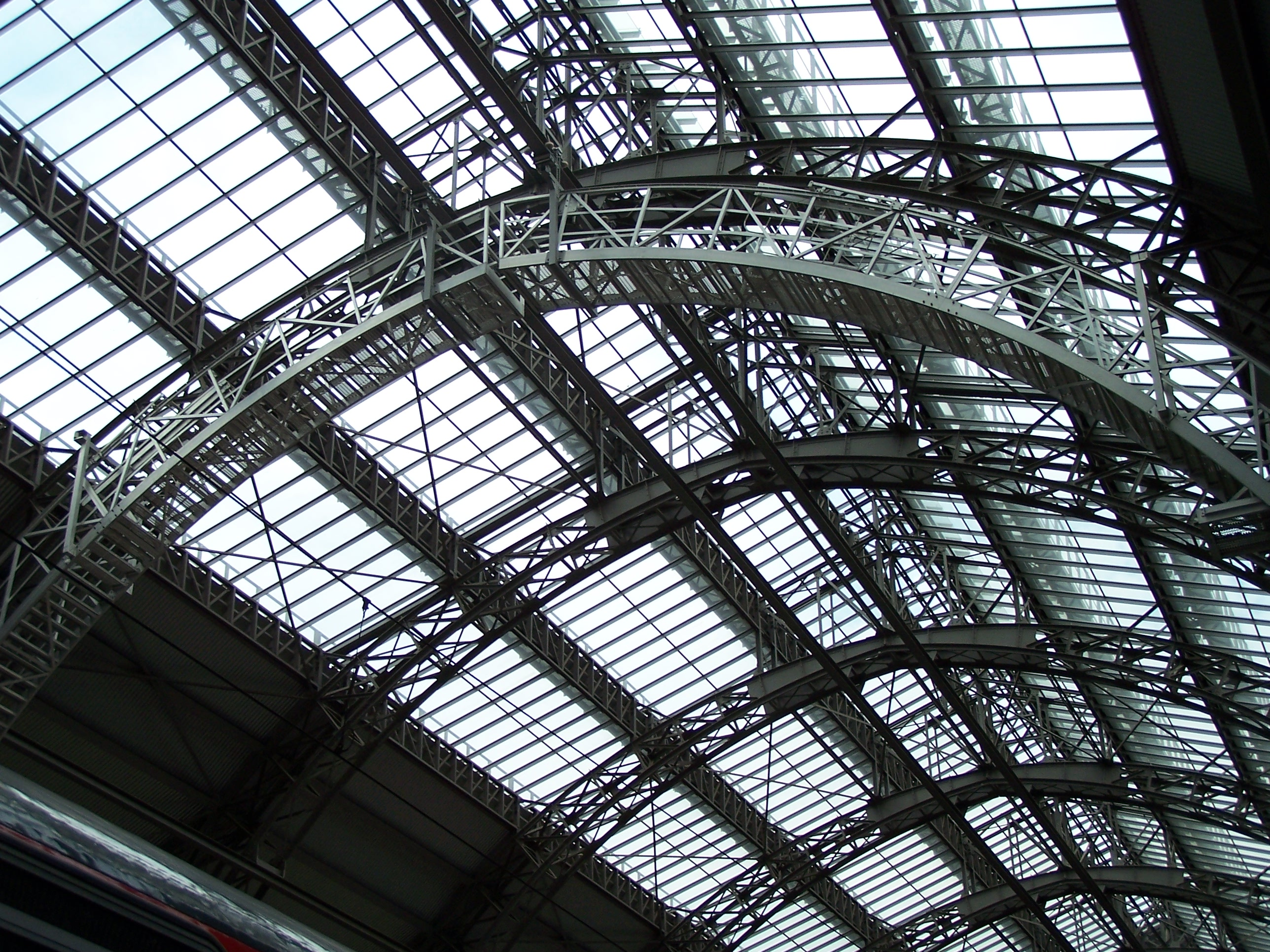
Un des premiers exemples de conception à trois articulations (c. 1885, Francfort (Main) Hauptbahnhof)

Les premiers ponts en arc étaient des arcs fixes. Le pont à deux articulations a été développé par les ingénieurs Couche et Salle en 1858 pour un pont en fer forgé transportant la ligne ferroviaire Paris-Creil sur le canal Saint-Denis. Ils avaient tenté d'introduire une troisième articulation au niveau du sommet mais sans succès car l'épaisseur de l'arc était insuffisante . Le premier pont à trois articulations fut le pont Unterspree à Berlin (Johann Wilhelm Schwedler (en), 1863), construit deux ans après les travaux théoriques pionniers de Claus Koepcke (de) . Hradecky Bridge (en) (1866) est probablement le plus ancien pont à trois articulations encore utilisé.
Les ponts articulés étaient populaires auprès des compagnies ferroviaires, qui devaient souvent construire de grands ponts. Arch Bridge (en) de Bellows Falls en Nouvelle-Angleterre, construit en 1905, est un exemple particulièrement grand de pont en arc à trois articulations. Avec 540 pieds (164,59 m) en longueur, il était le plus long d'Amérique lors de sa construction. Hennepin Avenue Bridge (en) de 1888 à Minneapolis était inhabituel dans la mesure où il s'agissait à la fois d'un pont à deux et trois articulations. Le pont était divisé longitudinalement, les deux moitiés étant construites par des entreprises différentes. Les ceintres de l'arc nord sont à trois articulations, tandis que les ceintres de l'arc sud sont à deux articulations. Les ponts en arc à trois articulations restent populaires dans le génie civil moderne.